# Lucio Venuleyo Aproniano Octavio Prisco
Lucio Venuleyo Aproniano Octavio Prisco (en latín, Lucius Venuleius Apronianus Octavius Priscus; 90 - 149) fue un senador romano que desarrolló su cursus honorum a finales del siglo I y en la primera mitad del siglo II, bajo los imperios de Trajano, Adriano y Antonino Pío.

## Origen y familia
De familia senatorial originaria del municipium Pisaurensium (Pisa, Italia) en la Regio VII de Italia, era hijo de Lucio Venuleyo Montano Aproniano, procónsul de Acaya y consul suffectus en 92, bajo Domiciano.

## Carrera
Su carrera política empezó como sevir equitum romanorum en Roma,
para ser después quaestor candidatus y praetor candidatus de Trajano. Por decisión imperial, fue Duovir quinquenal de Luca por dos veces, sustituyendo al propio emperador, y patrono de esta colonia romana. 
En 123, ya bajo Adriano, fue nombrado consul ordinarius y su carrera culminó en 138-139 como procónsul de Asia.

## Descendencia
Su hijo fue Lucio Venuleyo Aproniano Octavio Prisco, consul ordinarius en 168, bajo Lucio Vero y Marco Aurelio.